# Maksymów (Tomaszów Mazowiecki)
Pour les articles homonymes, voir Maksymów.
Maksymów est une localité polonaise de la gmina d'Ujazd, située dans le powiat de Tomaszów Mazowiecki en voïvodie de Łódź.